# Opération Amsterdam
Pour plus de détails, voir Fiche technique et Distribution.
Opération Amsterdam (titre original : Operation Amsterdam) est un film britannique réalisé par Michael McCarthy, sorti en 1959.

## Synopsis

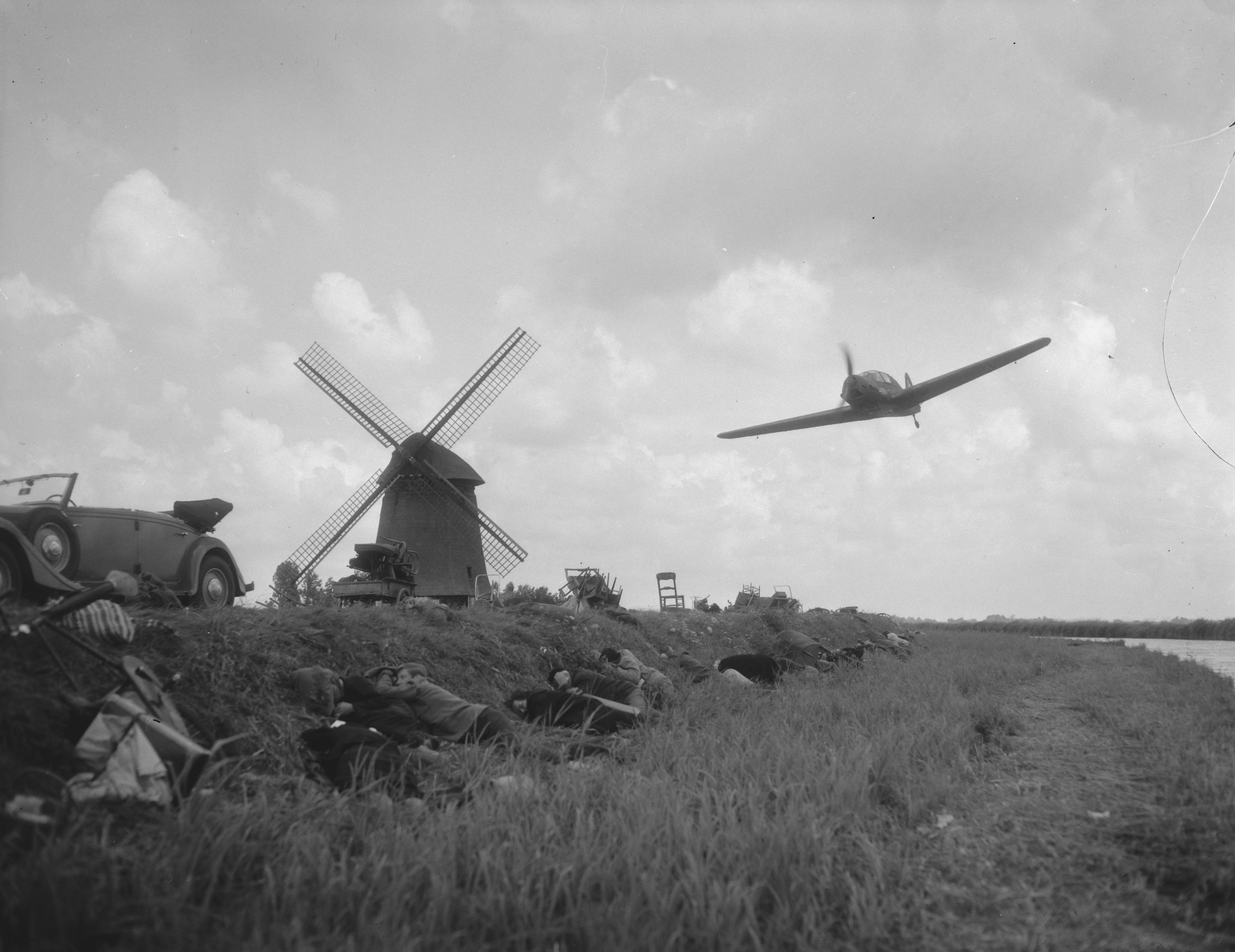
Tournage du film à Beemster.

En mai 1940, alors que les troupes allemandes commencent à envahir les Pays-Bas, le gouvernement britannique décide d'envoyer un commando dans le pays dans le but de récupérer les stocks de diamants afin qu'ils ne tombent pas aux mains des ennemis. Deux experts néerlandais en diamants, Jan Smit et Walter Keyser, ainsi qu'un officier de renseignements britannique, le major Dillon, sont débarqués près de la côte avec comme consigne de retrouver le navire le soir même. Ils sont conduits à Amsterdam par une Néerlandaise, Anna.
Là-bas, ils rencontrent le père de Jan, un diamantaire, qui accepte de convaincre ses collègues d'apporter le soir même leurs diamants pour les envoyer en Grande-Bretagne. Mais les pierres sont dans un coffre-fort avec un mécanisme qui empêche son ouverture pendant 24 heures. Ils recrutent alors un groupe de saboteurs qui arrivent à ouvrir le coffre.
Avec à leurs trousses la police néerlandaise et l'armée, ils arrivent à rejoindre la côte. Comme ils embarquent dans un canot pour retrouver le navire qui les attend, Anna décide de rester dans son pays pour rejoindre la résistance.

## Fiche technique
- Titre original : Operation Amsterdam
- Titre français : Opération Amsterdam
- Réalisation : Michael McCarthy
- Scénario : John Eldridge, Michael McCarthy, d'après le roman Adventure In Diamonds[1] de David E. Walker
- Photographie : Reginald Wyer
- Montage : Arthur Stevens
- Musique : Philip Green
- Direction artistique : Alex Vetchinsky
- Décors : Arthur Taksen
- Costumes : Eleanor Abbey
- Son : C.C. Stevens, Gordon K. McCallum
- Producteur : Maurice Cowan
- Producteur exécutif : Earl St. John
- Société de production : The Rank Organisation Film Productions
- Société de distribution : Rank Film Distributors
- Pays d'origine :  Royaume-Uni
- Langue originale : anglais
- Format : Noir et blanc  — 35 mm — 1,66:1 — son mono
- Genre : Film de guerre
- Durée : 104 minutes
- Dates de sortie : 
  - Royaume-Uni : 12 janvier 1959
  - France : 29 juillet 1959
- Affiche : Jean Mascii (France)

## Distribution
- Peter Finch : Jan Smit
- Eva Bartok : Anna
- Tony Britton : Major Dillon
- Alexander Knox : Walter Keyser
- Malcolm Keen : Johan Smit
- Tim Turner : Lieutenant néerlandais
- John Horsley : Commandeur Bowerman
- Melvyn Hayes : Willem
- Christopher Rhodes : Alex
- Carl Jaffe : marchand de diamants
- Keith Pyott : marchand de diamants
- Oscar Quitak : marchand de diamants

## À noter
Ce film est tiré d'un fait réel.

## Crédit d'auteurs
- (en) Cet article est partiellement ou en totalité issu de l’article de Wikipédia en anglais intitulé « Operation Amsterdam » (voir la liste des auteurs).